# Chotěšov (Dél-plzeňi járás)
Chotěšov település Csehországban, a Dél-plzeňi járásban. Chotěšov Dobřany, Kotovice, Dnešice, Stod, Vstiš, Úherce, Zbůch és Přehýšov településekkel határos. Lakosainak száma 3086 fő (2024. január 1.).

## Népesség
A település lakosságának változását az alábbi diagram mutatja:
| Lakosok száma | 1985 | 3660 | 4885 | 3726 | 2897 | 2806 | 2784 | 2884 | 2935 | 3086 |
|               | 1869 | 1900 | 1921 | 1961 | 1980 | 2011 | 2016 | 2019 | 2021 | 2024 |